# 古谷一行
古谷 一行（ふるや いっこう、1944年〈昭和19年〉1月2日 - 2022年〈令和4年〉8月23日）は、日本の俳優、歌手。本名：古谷 一行（ふるや かずゆき）。フロム・ファーストプロダクション所属。
1970年代から2000年代にかけて、数多くのサスペンスドラマで主演を務め、人気を博した。

## 来歴・人物
東京都出身。大塚の写真館の長男。東京都立板橋高等学校を経て、弁護士を目指して、中央大学法学部卒業。
大学在学中、俳優座養成所第16期を経て俳優生活を開始。
1977年からの『横溝正史シリーズ・名探偵金田一耕助シリーズ』などでの主人公・金田一耕助役を一貫して演じ、当たり役となる（2019年12月21日には、NEWSの加藤シゲアキが金田一耕助を演じる『悪魔の手毬唄〜金田一耕助、ふたたび〜』に磯川常次郎警部役で出演し、加藤と古谷の新旧金田一役俳優の共演が実現。磯川を演じることについて古谷は「最初は戸惑いましたが、年を重ね、今の自分が金田一のバディである磯川警部を演じたらどうなるのか次第に興味が沸いて、ぜひやってみようかなと思いお受けしました」と話している）。
1982年から2007年までの25年間、『土曜ワイド劇場』では「混浴露天風呂連続殺人」シリーズの主役・左近太郎役を演じて再び当たり役となる。ゲスト出演した浅井理恵からは不倫を暴露されるが、迅速に謝罪会見し話題となった。
1985年、日本テレビ系「火曜サスペンス劇場」にて放送の『松本清張スペシャル・わるいやつら』で主演に招かれ、松本清張原作の現代劇ドラマに初主演を果たす。以降、2002年まで同枠で『松本清張スペシャル』シリーズ12作に主演を果たした他、最後の清張作品出演となった翌2003年の『霧の旗』（TBS系）など、他局での清張作品も含めて、松本清張作品出演の合計数は全17作にのぼり、清張原作ドラマには欠かせない俳優としても活躍した。
長男はDragon Ashのボーカルを務める降谷建志。Dragon Ashのアルバム『Viva La Revolution』（1999年）のTVCFに父の古谷が出演したり、古谷が主演・プロデュースを務めた映画『手紙』（2003年作品）では父子共演を果たした。建志の元妻はタレントで女優のMEGUMI。建志とMEGUMIの長男（古谷の孫）の降谷凪も俳優としてデビューしている。
2011年に肺がんであることを公表し、切除手術を受け、翌年復帰したものの、脳への転移が判明して放射線治療を受けるなど闘病を続けていた。さらに胃がんにより胃を全摘していたことも没後に建志により明らかにされた。亡くなる2年前からは体調不良を理由に公の場に姿を見せていなかったが、本人は復帰に向けてトレーニングを続けていたという。
2022年8月23日、東京都内の病院で亡くなった。78歳だった。訃報は同年9月2日、古谷の所属事務所であるフロム・ファーストプロダクションが公表した。

## 出演

### テレビドラマ
- 連続テレビ小説（NHK総合）
  - 虹（1970年 - 1971年） - 三谷晃
  - ひよっこ（2017年4月 - 9月） - 谷田部茂
- 大河ドラマ（NHK総合）
  - 新・平家物語（1972年） - 平経盛
  - 元禄太平記（1975年） - 間部詮房
  - 秀吉（1996年） - 竹中半兵衛
  - 利家とまつ〜加賀百万石物語〜（2002年） - 千利休
- 清水次郎長 第34話 「ドヂで間抜け三ン下です」（1972年、フジテレビ） - 高杉晋作
- 世なおし奉行 第17話「大利根の夜明け」（1972年、NET）
- 特別機動捜査隊　第569話「大都会の詩」（1972年、NET） - 関口
- 怪談 第9話「新選組 呪いの血しぶき」（1972年、毎日放送） - 河合耆三郎
- 妻ふたたび（1972年、TBS）
- 荒野の素浪人（NET）
  - 第1シリーズ
    - 第33話「争奪 山峡の銃撃戦」（1972年） - 笹沼良介
    - 第46話「妖花 峡谷の黒水晶」（1972年） - 宇之吉
    - 第63話「烈風 屍なす山河」（1973年）

  - 第2シリーズ 第30話「島破り」（1974年） - 弥平次
- 銭形平次（フジテレビ）
  - 第328話「小りんざんげ」（1972年） - 鶴吉
  - 第386話「夏の終り」（1973年） - 文吉
- 婚期（1973年、TBS） - 大月則夫
- 華やかな荒野（1974年、TBS）
- 大江戸捜査網 第134話「夢に賭けた大泥棒」（1974年、東京12チャンネル）
- 鞍馬天狗（1974年 - 1975年、日本テレビ・東宝） - 沖田総司
- 鬼平犯科帳（丹波哲郎） 第13話「おふさ 伊之松」（1975年、NET / 東宝） - 伊之松
- 遙かなる海（1976年、TBS） - 山辺洋一
- 幻のささやき（1976年、NET）- 真藤啓[9]
- 君の名は（1976年、NET）
- 三男三女婿一匹（1976年 - 1977年、TBS） - 上原得三郎
- 新選組始末記（1977年、TBS） - 土方歳三
- おおヒバリ!（1977年 - 1978年、TBS） - 伊沢治
- 横溝正史シリーズ（1977年、1978年、毎日放送） - 金田一耕助 役
- 江戸の渦潮（1978年、フジテレビ） - 唐木純之介
- 木曜座 / あした泣く（1978年、TBS）[10]
- やる気満々（1979年、TBS） - 瀬古良太
- 青春諸君!（1979年、TBS） - 大野鞍馬
- 悪の紋章（1979年、フジテレビ） - 菊地正明
- 87分署シリーズ・裸の街（1980年、フジテレビ） - 友成寿美雄
- 本郷菊坂赤門通り（1981年、フジテレビ） - 鹿町公一
- 江戸の用心棒（1981年、フジテレビ） - 青江又八郎
- 思えば遠くへ来たもんだ（1981年、TBS） - 青田喜三郎
- 続・思えば遠くへ来たもんだ（1981年、TBS） - 青田喜三郎
- 火曜サスペンス劇場（日本テレビ）
  - 「明日に別れの接吻を」（1981年12月1日）
  - 「松本清張スペシャル わるいやつら」（1985年4月2日） - 戸谷信一
  - 「松本清張スペシャル 夜光の階段」（1986年4月1日） - 桑山検事
  - 「松本清張スペシャル 渡された場面」（前編・後編）（1987年7月） - 越智達雄
  - 「引き裂かれた夜」（1988年7月5日、NTV映像センター）
  - 「松本清張スペシャル やさしい地方」（1988年11月29日） - 沼地恭介
  - 「松本清張スペシャル 捜査圏外の条件」（1989年7月4日） - 黒井忠男
  - 「松本清張スペシャル 危険な斜面」（1990年10月30日） - 秋場文作
  - 「松本清張作家活動40年記念 たづたづし」（1992年1月7日） - 新田順三
  - 「松本清張スペシャル・山峡の湯村」（1992年9月22日） - 太田二郎
  - 「松本清張スペシャル 影の地帯」（1993年4月27日） - 田代利介
  - 「松本清張スペシャル 喪失の儀礼」（1994年1月18日） - 大塚刑事
  - 「松本清張スペシャル 留守宅の事件」（1996年1月9日） - 萩野光治
  - 「松本清張スペシャル 恐喝者」（1997年2月25日） - 尾村凌太
  - 「盲人探偵・松永礼太郎シリーズ」（1993年11月 - 2001年2月、全13話） - 主演・松永礼太郎
  - 「松本清張スペシャル 事故」（2002年7月9日、松竹） - 田中幸雄
  - 「幻の女」（2003年2月11日） - 沢地慎吾
  - 「四国八十八か所逃亡巡礼」（2004年8月17日、コスモ・スペース） - 藪原隆三
  - 「幻の女」（2003年2月11日） - 沢地慎吾[11]
  - 「北ホテルシリーズ」（2004年5月 - 2005年3月、全3話） - 沢地慎吾
- 土曜ワイド劇場（テレビ朝日）
  - 「混浴露天風呂連続殺人」シリーズ（1982年 - 2007年、朝日放送） - 左近太郎
  - 「松本清張スペシャル・数の風景」（1991年3月30日） - 谷原泰夫
  - 「誘拐された夏」（1996年） - 露崎浩次
  - 「捜査回避」（2002年3月） - 田辺啓吾
  - 「刑事殺し」（2007年5月） - 大垣俊史 警視庁捜査一課11係係長
  - 「女刑事・左近山響子」（2011年5月） - 平賀陽平
- 海にかける虹〜山本五十六と日本海軍（1983年1月、テレビ東京） - 山本五十六
- 月曜ドラマスペシャル、月曜ミステリー劇場ほか（TBS）
  - 「金田一耕助シリーズ」（1983年 - 2005年） - 金田一耕助
  - 「親子弁護士の探偵帖シリーズ」（1995年 - 1997年） - 戸田信一郎
- 積木くずし 〜親と子の200日戦争〜（1983年、TBS） - 竹村宏 　＜ 最高視聴率45.3％ ＞
- 金曜日の妻たちへシリーズ（TBS）
  - パートⅠ（1983年） - 中原宏
  - パートⅢ（1985年） - 秋山圭一郎
- 時代劇スペシャル「松本清張のかげろう絵図」（1983年7月22日、フジテレビ・東映） - 島田新之助
- さよならを教えて（1983年、毎日放送） - 吉村徹
- 京都マル秘指令 ザ新選組（1984年、朝日放送） - 土方一也
- オレゴンから愛（1984年、フジテレビ） - 宮内栄蔵
- 金曜女のドラマスペシャル 影ある旅装（1986年1月10日、フジテレビ）
- どうぶつ通り夢ランド（1986年9月 - 1987年3月、テレビ朝日） - 草岡勇平
- 恋する時間です（1986年、日本テレビ） - 中島新二
- 男たちによろしく（1987年、TBS） - 稲垣正樹
- 傑作時代劇「おんなの密書・ボーナスは瓜一個」（1987年6月18日放送、テレビ朝日） - 島田半九郎
- 毎日が日曜日（1989年3月12日、19日、26日、テレビ朝日） - 沖
- 過ぎし日のセレナーデ（1989年 - 1990年、フジテレビ） - 海棠泰隆
- 土曜ドラマ（NHK総合）
  - 兄弟 〜あにおとうと〜（1989年） - 立夫
  - もうひとつの家族（1995年）
  - 人生はフルコース（2006年7月） - 沢渡光治郎
  - 上海タイフーン（2008年） - 野村雅彦
  - 逃げる女（2016年1月9日 - 2月13日） - 西脇喬雄
- 燃えよ剣（1990年、テレビ東京） - 清河八郎 （特別出演）
- 水曜グランドロマン 手塚治虫物語 いとしき生命のために（1990年、日本テレビ） - 手塚治虫
- 時代劇スペシャル 十三人の刺客（1990年、フジテレビ） - 間宮図書
- 神谷玄次郎捕物控（1990年、フジテレビ） - 神谷玄次郎
- お父さん（1990年、日本テレビ） - 中村公作
- 忠臣蔵 風の巻・雲の巻（1991年12月13日、フジテレビ） - 土屋主税
- ル・マンへ熱き涙を～日本初優勝への男と女の長く熱い24時間（1992年、テレビ朝日） - 菊島清一
- 木曜日の食卓（1992年、TBS） - 宮沢恒雄
- 金曜エンタテイメント（フジテレビ）
  - 松本清張の異変街道（1993年） - 三浦銀之助
  - 花瀬ちなつの殺人スクープ（2000年） - 花瀬友也
- 家族ネットワーク（1994年1月3日、テレビ朝日） - 大塚修二
- ママのベッドへいらっしゃい（1994年、テレビ朝日） - 佐伯浩造
- 君が人生の時（1997年、TBS） - 都築省平
- 失楽園（1997年、よみうりテレビ） - 久木祥一郎
- 平手造酒 利根の決闘（1997年、フジテレビ） - 平手造酒
- びんぼう同心御用帳（1998年、テレビ朝日） - 大和川喜八郎
- 月曜ドラマスペシャル「プロデューサー麻生一平の事件ファイル」（1998年12月、TBS） - 麻生一平
- 京都始末屋事件ファイル（1999年、テレビ朝日） - 相沢光介
- 金曜日の恋人たちへ（2000年、TBS） - 黒田光太郎
- 女と愛とミステリー（BSジャパン、テレビ東京)
  - ヤメ検弁護士 英剛直 佐渡島殺人航路（2002年） - 英剛直
  - 小樽運河殺人案内（2003年10月22日-） - 熊沢真琴
  - 森村誠一サスペンス「鬼子母の末裔」（2003年） - 青木茂
  - 滝警部補の事件日誌（2005年1月30日） - 滝耕平
- 天罰屋くれない 闇の始末帖（2003年、テレビ朝日） - 恵比須屋文三
- 夜桜お染（2003年、フジテレビ） - 吉川帯刀
- 剣客商売 第4シリーズ 第8話「逃げる人」（2003年、フジテレビ） - 山本半之助
- 松本清張サスペンス特別企画・霧の旗（2003年、TBS） - 大塚欽三
- ブラックジャックによろしくSP 〜涙のがん病棟編〜（2004年、TBS） - 川淵清司
- 上を向いて歩こう〜坂本九物語〜（2005年、テレビ東京） - 坂本九の父・寛
- 小早川伸木の恋（2006年1月 - 3月、フジテレビ） - 美村浩一
- 奇跡の夫婦愛スペシャル 第一夜『虹を架ける王妃』（2006年11月24日、フジテレビ） - 梨本宮守正王
- 愛の流刑地（2007年3月20日・21日、日本テレビ） - 中瀬宏
- 復讐するは我にあり（2007年3月28日、テレビ東京） - 警視庁捜査一課長 （特別出演）
- テレサ・テン物語〜私の家は山の向こう（2007年6月2日、テレビ朝日） - テン・シュウ（鄧枢、テレサ・テンの父）
- 女帝（2007年7月 - 9月、テレビ朝日） - 篠原徳治
- 歌姫（2007年10月 - 12月、TBS） - 山之内の親分/山之内良純
- ROOKIES（2008年、TBS） - 落合弘文 （特別出演）
- テレビ朝日開局50周年記念番組・平成20年度文化庁芸術祭『告知せず』（2008年11月15日、テレビ朝日） - 桑原建吾
- サラリーマン金太郎シリーズ（テレビ朝日） - 黒川優作
  - サラリーマン金太郎（2008年10月 - 12月）
  - サラリーマン金太郎2（2010年1月 - 3月）
- 神の雫（2009年1月 - 3月、日本テレビ） - 神咲豊多香
- フジテレビ開局50周年記念ドラマ特別企画 黒部の太陽（2009年3月、フジテレビ） - 遠山博士
- 十津川刑事の肖像（2009年 - 2016年、フジテレビ） - 亀井定男
- 隠蔽指令（2009年10月、WOWOW） - 楠瀬直己
- 相棒（テレビ朝日 / 東映） - 本多篤人
  - Season 8 第1話「カナリアの娘」（2009年10月14日）
  - Season 9 最終話「亡霊」（2011年3月9日）
  - Season 14 第10話「英雄〜罪深き者たち」（2016年1月1日）
- 科捜研の女 第10シリーズ 第4話（2010年8月5日、テレビ朝日） - 京都府警捜査一課刑事・沢郁夫
- 検事・鬼島平八郎（2010年10月 - 12月、朝日放送・テレビ朝日） - 山岳法徳
- BOSS 2ndシーズン 「第4話 悲しみの復讐者」（2011年5月12日、フジテレビ） - 黒木泰平
- 下町ロケット（2011年8月 - 9月、WOWOW） - 大場一義 （特別出演）
- 水曜ミステリー9（BSジャパン、テレビ東京）
  - 大漁！釣り船弁護士（2006年7月26日） - 辰巳周平
  - 沖縄リゾート コンシェルジュ具志堅陽子の名推理（2012年7月25日） - 宮田賢一郎
  - 小杉健治サスペンス 決断（2015年3月4日） - 江木秀蔵
- 剣客商売 (北大路欣也版)シリーズ（フジテレビ / 松竹） - 小川宗哲 （友情出演）
  - 剣客商売 御老中暗殺（2012年8月24日）
  - 剣客商売～剣の誓約～（2013年12月27日）
  - 剣客商売 鬼熊酒屋（2014年8月8日）
  - 剣客商売～陽炎の男～（2015年9月11日）
  - 剣客商売 手裏剣お秀（2018年12月21日）
  - 剣客商売 婚礼の夜（2020年3月13日）
- ドラマスペシャル 女優 麗子〜炎のように（2013年3月6日、テレビ東京） - 香山信人
- ドラマスペシャル だましゑ歌麿III（2013年7月27日、テレビ朝日） - 長谷川平蔵
- 刑事吉永誠一 涙の事件簿（2013年10月 - 12月、テレビ東京） - 鑑貴志
- ドクターX〜外科医・大門未知子〜（2013年12月19日、テレビ朝日） - 蜂谷宗造
- 鳥取発地域ドラマ「ちょっとは、ダラズに。」（2014年1月29日、NHK BSP） - 尾関昭二
- 福家警部補の挨拶 第7話（2014年2月25日、フジテレビ） - 柳田嘉文
- TEAM -警視庁特別犯罪捜査本部- 第1話（2014年4月16日、テレビ朝日） - 新津東二
- リーガルハイ・スペシャル（2014年11月22日、フジテレビ） - 赤目義二
- 月曜ゴールデン「おふくろ先生の診療日記7」（2015年4月6日、TBS・毎日放送） - 斉藤猛
- スケープゴート（2015年4月12日 - 5月3日、WOWOW） - 山城泰三
- わたしをみつけて（2015年11月24日 - 12月15日、NHK） - 菊地勇
- プレミアムドラマ「嫌な女」（2016年3月6日 - 4月10日、NHK BSP） - 荻原道哉
- 沈まぬ太陽[第1部]（2016年5月8日 - 6月26日、WOWOW） - 桧山衛
- BS時代劇「立花登青春手控え」シリーズ（NHK BSP） - 小牧玄庵 
  - 立花登青春手控え（2016年5月13日 - 7月1日）
  - 立花登青春手控え2（2017年4月7日 - 5月26日）
  - 立花登青春手控え3（2018年11月9日 - 12月21日）
  - 立花登青春手控えスペシャル（2020年1月3日）
- ヒポクラテスの誓い（2016年10月2日 - 10月30日、WOWOW） - 津久場公人
- 雨が降ると君は優しい（2017年9月16日配信開始、全8話、Hulu） - 小野田史郎 役
- 監査役野崎修平（2018年1月 - 3月、WOWOW） - 京極雅彦
  - 頭取 野崎修平（2020年1月 - 2月、WOWOW） - 京極雅彦
- 大女優殺人事件（2018年3月25日、テレビ朝日） - 海堂粲
- 執事 西園寺の名推理シリーズ（テレビ東京） - 大川龍之介 
  - 執事 西園寺の名推理（2018年4月 - 6月）
  - 執事 西園寺の名推理2（2019年4月 - 6月）
- よつば銀行 原島浩美がモノ申す!〜この女に賭けろ〜（2019年1月21日 - 3月11日、テレビ東京） - 鳩山英雄 （特別出演）
- ミラー・ツインズ Season2（2019年6月8日 - 6月29日、WOWOW） - 小早川尚太郎
- 悪魔の手毬唄〜金田一耕助、ふたたび〜（2019年12月21日、フジテレビ） - 磯川常次郎

### 映画
- 新選組（1969年、東宝）
- 富士山頂（1970年、日活） - 荒木
- 幕末（1970年、東宝) - 中平忠吉郎
- 刑事物語 兄弟の掟（1971年、東宝） - 警官
- 襤褸の旗（1974年）- 荒畑寒村
- 金田一耕助の冒険（1979年、東映） - 金田一耕助
- アッシィたちの街（1981年、日活） - 早坂茂
- モーニング・ムーンは粗雑に（1981年） - 九鬼
- 凶弾（1982年、松竹・富士映画） - 福本刑事部長
- 時代屋の女房2（1985年、松竹） - 安さん
- ジャズ大名（1986年、松竹） - 海郷亮勝
- ベトナムのダーちゃん（1994年） - 早瀬勝平
- CAB（1996年） - 平塚五郎
- 残侠 ZANKYO（1999年） - 仙野
- 宣戦布告（2002年、東映） - 諸橋揆一郎
- 手紙（2003年） - 大森恒一
- 新しい風 若き日の依田勉三（2004年） - 依田佐二平
- さよなら夏休み（2010年） - 幸田玄昭
- 喰女-クイメ-（2014年、東映） - 嶋田貫二/伊藤喜兵衛
- はなちゃんのみそ汁（2016年、東京テアトル） - 伊藤源十
- マチネの終わりに（2019年、東宝） - 祖父江誠一 [12]
- エリカ38（2019年） - 竹田正道
- おもいで写眞（2021年、イオンエンターテイメント） - 柏葉雅俊 ※遺作[13]

### オリジナルビデオ
- 空想科学任侠伝 極道忍者ドス竜（1990年) - 「忍道組」五代目組長

### オリジナルアニメ
- 平和への誓約(うけい)「山鹿灯籠」 - 景行天皇 役

### 舞台
- マディソン郡の橋
- 検察側の証人
- 孤愁の岸（2004年） - 宝暦治水の平田靱負 役
- ルル 破滅の微笑み（2005年）
- ロス:タイム:ライフ -真実へのカウントダウン（2008年3月24日 - 4月13日、東京グローブ座 / 4月17日 - 19日、大阪厚生年金会館芸術ホール） - 瀬谷宗佑 役[14]
- 雨の夏、三十人のジュリエットが還ってきた（2009年5月6日 - 30日、シアターコクーン） - 新村久 役[15]
- 奇跡のメロディ〜渡辺はま子物語〜（2010年9月6日 - 23日、シアタークリエ / 9月25日・26日、森ノ宮ピロティホール） - 加賀尾秀忍 役
- マハゴニー市の興亡（2016年9月6日 - 22日、KAAT神奈川芸術劇場） - ファッティ 役[16]
- 音楽劇 アルトゥロ・ウイの興隆（2020年1月11日 - 2月2日、KAAT神奈川芸術劇場） - ドッグズバロー 役[17]

### CM
- 花王『サクセス』（育毛剤）
- （株）ピュア
- 京セラ『230AF』（一眼レフカメラ）
- トヨタ自動車『スプリンター』 ※スプリンタートレノは主に雑誌広告
- ホテル千石
- 三洋電機 エアコン
- 日清食品『カップヌードル』
- ライオン『デントヘルス』
- アース製薬『ノーマット』
- 新興産業『さいでりあ』
- イオン『G.G』
- カニエJAPAN

## ディスコグラフィ

### シングル
| 発売日           | 規格  | 規格品番 | 面    | タイトル                 | 作詞           | 作曲       | 編曲     |
| PANAM            | PANAM | PANAM    | PANAM | PANAM                    | PANAM          | PANAM      | PANAM    |
| ---------------- | ----- | -------- | ----- | ------------------------ | -------------- | ---------- | -------- |
| 1976年4月25日    | EP    | ZP-15    | A     | 燕の来る頃に             | 喜多條忠       | 伊勢正三   | 萩田光雄 |
| 1976年4月25日    | EP    | ZP-15    | B     | 風のあとを               | 喜多條忠       | 東郷和声   | 萩田光雄 |
| 1977年           | EP    | ZP-26    | A     | さすらい人のように       | みなみらんぼう | 東郷和声   | 小笠原寛 |
| 1977年           | EP    | ZP-26    | B     | 絵描きの部屋             | みなみらんぼう | 寺尾聡     | 小笠原寛 |
| 1978年4月5日     | EP    | ZP-36    | A     | 三軒茶屋                 | 喜多條忠       | 東郷和声   | 国吉良一 |
| 1978年4月5日     | EP    | ZP-36    | B     | 青春のかげり             | みなみらんぼう | 古谷一行   | 国吉良一 |
| 1978年           | EP    | ZP-42    | A     | パープル・オニオン       | 山川啓介       | 東郷和声   | 渡辺博也 |
| 1978年           | EP    | ZP-42    | B     | 思い出日和               | 山川啓介       | 東郷和声   | 渡辺博也 |
| 1979年           | EP    | ZP-44    | A     | 独り飲み                 | 喜多條忠       | 古谷一行   | 渡辺博也 |
| 1979年           | EP    | ZP-44    | B     | 会話がとだえて           |                |            |          |
| 1980年9月5日     | EP    | CWP-4    | A     | あきらめの街             | 喜多條忠       | きくち寛   | 渡辺博也 |
| 1980年9月5日     | EP    | CWP-4    | B     | 夕空の汽笛               | 山川啓介       | 古谷一行   | 渡辺博也 |
| VAPレコード      |       |          |       |                          |                |            |          |
| 1981年10月       | EP    | 10013-07 | A     | 17才の頃                 | 市場馨         | 渡辺博也   | 渡辺博也 |
| 1981年10月       | EP    | 10013-07 | B     | 思えば遠くへ来たもんだ   | 武田鉄矢       | 山木康世   | 渡辺博也 |
| 1982年4月        | EP    | 10029-07 | A     | 各駅停車                 | 喜多條忠       | 石山恵三   | 青木望   |
| 1982年4月        | EP    | 10029-07 | B     | 遠くへ行きたい           | 永六輔         | 中村八大   | 青木望   |
| 1982年5月        | EP    | 10041-07 | A     | 街                       | 佐藤三樹夫     | 佐藤三樹夫 | 渡辺博也 |
| 1982年5月        | EP    | 10041-07 | B     | 風のかがやく日           | 広田文男       | 渡辺博也   | 渡辺博也 |
| 1983年           | EP    | 10071-07 | A     | 糸電話                   | 山川啓介       | 伊勢正三   | 青木望   |
| 1983年           | EP    | 10071-07 | B     | 見えない雨の降る街を     | 山川啓介       | 伊勢正三   | 青木望   |
| クラウンレコード |       |          |       |                          |                |            |          |
| 1998年8月26日    | 8cmCD | CRDN-560 | A     | 地球最後の日             | なかにし礼     | 小林亜星   | 川村栄二 |
| 1998年8月26日    | 8cmCD | CRDN-560 | B     | 地球最後の日（カラオケ） | -              | 小林亜星   | 川村栄二 |

### アルバム

#### オリジナル・アルバム
| 面  | No. | タイトル             | 時間 |
| --- | --- | -------------------- | ---- |
| A面 | 1   | ほろ苦いあの頃       |      |
| A面 | 2   | そよ風のほほえみ     |      |
| A面 | 3   | わかれ               |      |
| A面 | 4   | 絵描きの部屋         |      |
| A面 | 5   | 名前も知らない恋人へ |      |
| B面 | 1   | あてのない旅         |      |
| B面 | 2   | さすらい人のように   |      |
| B面 | 3   | 風のあとを           |      |
| B面 | 4   | 妹に                 |      |
| B面 | 5   | 燕の来る頃に         |      |
| B面 | 6   | 言い忘れたさよなら   |      |

| 面  | No. | タイトル       | 時間 |
| --- | --- | -------------- | ---- |
| A面 | 1   | 春をひとつまみ |      |
| A面 | 2   | 三軒茶屋       |      |
| A面 | 3   | 青空じいさん   |      |
| A面 | 4   | あなたに帰る   |      |
| A面 | 5   | 乾いた球根     |      |
| B面 | 1   | 海             |      |
| B面 | 2   | 誰かに         |      |
| B面 | 3   | 北窓の風景     |      |
| B面 | 4   | ひつじ千匹     |      |
| B面 | 5   | 青春のかげり   |      |
| B面 | 6   | 北からの手紙   |      |

| 面  | No. | タイトル           | 時間 |
| --- | --- | ------------------ | ---- |
| A面 | 1   | ながい一日         |      |
| A面 | 2   | 独り飲み           |      |
| A面 | 3   | ありふれた愛の唄   |      |
| A面 | 4   | 不精者の旅         |      |
| A面 | 5   | 会話がとだえて     |      |
| B面 | 1   | パープル・オニオン |      |
| B面 | 2   | ブラディー・マリー |      |
| B面 | 3   | 幸福のかけら       |      |
| B面 | 4   | 素敵な人           |      |
| B面 | 5   | 思い出日和         |      |
| B面 | 6   | さよなら           |      |

| 面  | No. | タイトル                 | 時間 |
| --- | --- | ------------------------ | ---- |
| A面 | 1   | LIFE IS DANCE            |      |
| A面 | 2   | 春はあの娘のなんだろう   |      |
| A面 | 3   | 梅雨があけたら           |      |
| A面 | 4   | 夕空の汽笛               |      |
| A面 | 5   | あきらめの街             |      |
| B面 | 1   | ヘイ・ウェイター         |      |
| B面 | 2   | 明日も北に向う           |      |
| B面 | 3   | 陽炎                     |      |
| B面 | 4   | 新宿あたりじゃ今夜も祭り |      |
| B面 | 5   | おくらないよ             |      |

| 面  | No. | タイトル             | 時間 |
| --- | --- | -------------------- | ---- |
| A面 | 1   | 17才の頃             |      |
| A面 | 2   | 君のいた季節         |      |
| A面 | 3   | 見えない雨が降る街で |      |
| A面 | 4   | 糸電話               |      |
| A面 | 5   | もう何も             |      |
| B面 | 1   | 星降る街に           |      |
| B面 | 2   | 黄昏からきみへ       |      |
| B面 | 3   | 風のかがやく日       |      |
| B面 | 4   | 心の扉               |      |
| B面 | 5   | 街                   |      |

#### ライブ・アルバム
| 発売日 | 規格 | 規格品番             | アルバム |
| ------ | ---- | -------------------- | --- |
| 1979年 | LP   | GWS-4005             | LIVE LOVE IKKO ※ 演奏：ムーンライダーズ \| 面 \| No. \| タイトル \| 時間 \| \| --- \| --- \| -------------------- \| ---- \| \| A面 \| 1 \| あてのない旅 \| \| \| A面 \| 2 \| 乾いた球根 \| \| \| A面 \| 3 \| ブラディー・マリー \| \| \| A面 \| 4 \| 北窓の風景 \| \| \| A面 \| 5 \| ありふれた愛の歌 \| \| \| A面 \| 6 \| 独り飲み \| \| \| A面 \| 7 \| 春をひとつまみ \| \| \| B面 \| 1 \| メドレー \| \| \| B面 \| 2 \| 思い出の渚 \| \| \| B面 \| 3 \| 白いサンゴ礁 \| \| \| B面 \| 4 \| 海は恋してる \| \| \| B面 \| 5 \| 思い出日和 \| \| \| B面 \| 6 \| 幸福のかけら \| \| \| B面 \| 7 \| さよなら \| \| \| B面 \| 8 \| 名前を知らない恋人へ \| \| |
| 面     | No.  | タイトル             | 時間 |
| A面    | 1    | あてのない旅         | |
| A面    | 2    | 乾いた球根           | |
| A面    | 3    | ブラディー・マリー   | |
| A面    | 4    | 北窓の風景           | |
| A面    | 5    | ありふれた愛の歌     | |
| A面    | 6    | 独り飲み             | |
| A面    | 7    | 春をひとつまみ       | |
| B面    | 1    | メドレー             | |
| B面    | 2    | 思い出の渚           | |
| B面    | 3    | 白いサンゴ礁         | |
| B面    | 4    | 海は恋してる         | |
| B面    | 5    | 思い出日和           | |
| B面    | 6    | 幸福のかけら         | |
| B面    | 7    | さよなら             | |
| B面    | 8    | 名前を知らない恋人へ | |

#### ベスト・アルバム
| 発売日        | 規格                   | 規格品番   | アルバム |
| ------------- | ---------------------- | ---------- | --- |
| 1981年12月    | LP                     | GWP-1016   | ベスト・アルバム IKKOBEST |
| 2004年9月17日 | CD                     | CRCP-20357 | ゴールデン☆ベスト \| No. \| タイトル \| 時間 \| \| --- \| ---------------------- \| ---- \| \| 1 \| 思えば遠くへ来たもんだ \| \| \| 2 \| 17才の頃 \| \| \| 3 \| 糸電話 \| \| \| 4 \| 見えない雨が降る街で \| \| \| 5 \| 春をひとつまみ \| \| \| 6 \| ひつじ千匹 \| \| \| 7 \| 独り飲み \| \| \| 8 \| パープル・オニオン \| \| \| 9 \| あきらめの街 \| \| \| 10 \| さすらい人のように \| \| \| 11 \| 絵描きの部屋 \| \| \| 12 \| ほろ苦いあの頃 \| \| \| 13 \| 妹に \| \| \| 14 \| ながい一日 \| \| \| 15 \| ブラディー・マリー \| \| \| 16 \| 幸福のかけら \| \| \| 17 \| さよなら \| \| \| 18 \| 燕の来る頃に \| \| \| 19 \| 風のあとを \| \| \| 20 \| 地球最後の日 \| \| \| 21 \| 街 \| \| |
| No.           | タイトル               | 時間       | |
| 1             | 思えば遠くへ来たもんだ |            | |
| 2             | 17才の頃               |            | |
| 3             | 糸電話                 |            | |
| 4             | 見えない雨が降る街で   |            | |
| 5             | 春をひとつまみ         |            | |
| 6             | ひつじ千匹             |            | |
| 7             | 独り飲み               |            | |
| 8             | パープル・オニオン     |            | |
| 9             | あきらめの街           |            | |
| 10            | さすらい人のように     |            | |
| 11            | 絵描きの部屋           |            | |
| 12            | ほろ苦いあの頃         |            | |
| 13            | 妹に                   |            | |
| 14            | ながい一日             |            | |
| 15            | ブラディー・マリー     |            | |
| 16            | 幸福のかけら           |            | |
| 17            | さよなら               |            | |
| 18            | 燕の来る頃に           |            | |
| 19            | 風のあとを             |            | |
| 20            | 地球最後の日           |            | |
| 21            | 街                     |            | |